# پلوسکا
پلوسکا (به لاتین: Ploská) یک کوه در اسلواکی است که در Martin District واقع شده‌است. پلوسکا ۱٬۵۳۲٫۱ متر بالاتر از سطح دریا واقع شده‌است.